# Serie B 1954-1955 (pallacanestro maschile)
Il campionato di Serie B di pallacanestro maschile 1954-1955 secondo livello del 33º campionato italiano, è il 14° organizzato dalla FIP sotto questa definizione e l'8° dall'ultima riforma dei campionati.
Le squadre sono divise in quattro gironi: le quattro vincitrici accedono al girone finale, con partite di andata e ritorno. La prima classificata del girone finale viene promossa direttamente nelle Elette, la seconda spareggia contro l'undicesima di Serie A: Cama Livorno e Moto Morini Bologna conquistano la massima serie. La terza e quarta classificata del girone finale parteciperanno alla Serie A (nuovo ordinamento) insieme alle seconde e terze classificate di ogni girone della stagione regolare. Le quarte classificate parteciperanno ad un concentramento in cui le prime due saranno ammesse alla nuova Serie A, tutte le altre parteciperanno alla nuova Serie B, in seguito, visto l'allargamento a 16 squadre dalle 14 inizialmente previste della Serie A (nuovo ordinamento), saranno ammesse tutte e quattro.

## Stagione regolare

### Girone A

#### Classifica
|  |    | Classifica finale 1954-1955    | Pt | G  | V | N | P  | PtF | PtS |
|  | -- | ------------------------------ | -- | -- | - | - | -- | --- | --- |
|  | 1. | Pallacanestro Gallaratese      | 20 | 14 | 9 | 2 | 3  | 670 | 583 |
|  | 2. | RIV Torino                     | 19 | 14 | 9 | 1 | 4  | 749 | 719 |
|  | 3. | Latterie Riunite Reggio Emilia | 17 | 14 | 8 | 1 | 5  | 766 | 702 |
|  | 4. | Libertas Biella                | 16 | 14 | 8 | 0 | 6  | 680 | 615 |
|  | 5. | Ginnastica Torino              | 13 | 14 | 6 | 1 | 7  | 790 | 807 |
|  | 6. | Pietro Micca Biella            | 10 | 14 | 5 | 0 | 9  | 587 | 676 |
|  | 7. | CUS Milano                     | 9  | 14 | 4 | 1 | 9  | 720 | 737 |
|  | 8. | Amatori Bergamo                | 8  | 14 | 4 | 0 | 10 | 602 | 725 |

#### Risultati
| Risultati                      | LibBi | GAL   | REG   | GinTo | RivTo | MIL   | PMBi  | BER   |
| ------------------------------ | ----- | ----- | ----- | ----- | ----- | ----- | ----- | ----- |
| Libertas Biella                |       | 36-32 | 52-43 | 37-35 | 36-33 | 52-32 | 42-43 | 59-35 |
| Pallacanestro Gallaratese      | 40-39 |       | 67-52 | 36-29 | 66-45 | 50-42 | 42-36 | 56-26 |
| Latterie Riunite Reggio Emilia | 47-46 | 48-48 |       | 64-57 | 57-46 | 67-54 | 59-32 | 61-51 |
| Ginnastica Torino              | 76-70 | 55-62 | 55-83 |       | 58-58 | 79-62 | 49-37 | 71-55 |
| RIV Torino                     | 54-46 | 55-49 | 66-60 | 71-66 |       | 64-54 | 68-45 | 53-41 |
| CUS Milano                     | 50-39 | 50-50 | 55-58 | 58-69 | 52-54 |       | 78-42 | 67-44 |
| Pietro Micca Biella            | 46-61 | 22-26 | 47-44 | 50-51 | 41-43 | 37-30 |       | 58-34 |
| Amatori Bergamo                | 49-65 | 48-46 | 26-23 | 64-40 | 48-39 | 32-36 | 49-51 |       |

### Girone B

#### Classifica
|  |    | Classifica finale 1954-1955 | Pt | G  | V  | N | P  | PtF | PtS |
|  | -- | --------------------------- | -- | -- | -- | - | -- | --- | --- |
|  | 1. | Moto Morini Bologna         | 28 | 14 | 14 | 0 | 0  | 885 | 666 |
|  | 2. | Ginnastica Goriziana        | 22 | 14 | 11 | 0 | 3  | 830 | 731 |
|  | 3. | Itala Gradisca              | 16 | 14 | 8  | 0 | 6  | 751 | 764 |
|  | 4. | Solgas Ravenna              | 13 | 14 | 6  | 1 | 7  | 703 | 714 |
|  | 5. | OARE Bologna                | 13 | 14 | 6  | 1 | 7  | 664 | 646 |
|  | 6. | Stamura Ancona              | 10 | 14 | 5  | 0 | 9  | 714 | 769 |
|  | 7. | CRAL Meneghel Pordenone     | 6  | 14 | 3  | 0 | 11 | 665 | 798 |
|  | 8. | Pallacanestro Bassano       | 4  | 14 | 2  | 0 | 11 | 676 | 800 |

#### Risultati
| Risultati               | OBo   | GOR   | MBo   | POR   | BAS   | RAV   | ANC   | GRA   |
| ----------------------- | ----- | ----- | ----- | ----- | ----- | ----- | ----- | ----- |
| OARE Bologna            |       | 45-54 | 36-48 | 55-34 | 50-46 | 42-41 | 46-44 | 59-35 |
| Ginnastica Goriziana    | 70-68 |       | 51-57 | 49-34 | 66-57 | 53-41 | 71-52 | 75-55 |
| Moto Morini Bologna     | 51-47 | 62-51 |       | 65-37 | 65-40 | 64-50 | 84-44 | 69-50 |
| CRAL Meneghel Pordenone | 38-45 | 58-63 | 67-79 |       | 57-49 | 57-60 | 47-46 | 68-75 |
| Pallacanestro Bassano   | 46-41 | 49-69 | 40-64 | 45-48 |       | 55-59 | 63-57 | 34-42 |
| Solgas Ravenna          | 45-45 | 47-49 | 44-58 | 51-40 | 58-38 |       | 58-53 | 48-47 |
| Stamura Ancona          | 46-38 | 43-47 | 63-68 | 53-39 | 57-55 | 55-51 |       | 48-46 |
| Itala Gradisca          | 48-47 | 63-62 | 46-51 | 63-41 | 67-59 | 58-50 | 56-53 |       |

#### Spareggio 4º-5º posto
| Forlì 1954 | Solgas Ravenna | 62 – 61 | OARE Bologna |  |

### Girone C

#### Classifica
|  |    | Classifica finale 1954-1955 | Pt | G  | V  | N | P  | PtF | PtS |
|  | -- | --------------------------- | -- | -- | -- | - | -- | --- | --- |
|  | 1. | Cama Livorno                | 22 | 14 | 11 | 0 | 3  | 810 | 601 |
|  | 2. | Libertas Livorno            | 20 | 14 | 10 | 0 | 4  | 748 | 646 |
|  | 3. | Sport Vela Viareggio        | 18 | 14 | 9  | 0 | 5  | 687 | 644 |
|  | 4. | Cestistica Civitavecchia    | 18 | 14 | 9  | 0 | 5  | 758 | 706 |
|  | 5. | Crdm La Spezia              | 14 | 14 | 7  | 0 | 7  | 672 | 665 |
|  | 6. | Esperia Cagliari            | 12 | 14 | 6  | 0 | 7  | 713 | 770 |
|  | 7. | Comando III Zat Roma        | 7  | 14 | 3  | 1 | 10 | 645 | 786 |
|  | 8. | CUS Firenze                 | 1  | 14 | 0  | 1 | 13 | 616 | 831 |

#### Risultati
| Risultati            | ES.CA | CIVIT | CU.FI | CR.SP | CA.LI | LI.LI | SV.VI | ZATRO |
| -------------------- | ----- | ----- | ----- | ----- | ----- | ----- | ----- | ----- |
| Esperia Cagliari     |       | 60-61 | 69-54 | 58-50 | 61-77 | 78-64 | 52-50 | 50-56 |
| Civitavecchia        | 57-53 |       | 48-31 | 51-73 | 58-52 | 53-45 | 71-37 | 57-38 |
| CUS Firenze          | 59-67 | 56-81 |       | 50-70 | 39-66 | 52-54 | 43-79 | 49-49 |
| Crdm La Spezia       | 2-0   | 58-43 | 51-36 |       | 55-62 | 54-49 | 42-45 | 36-35 |
| Cama Livorno         | 57-34 | 75-54 | 51-34 | 67-31 |       | 57-49 | 58-36 | 66-33 |
| Libertas Livorno     | 82-41 | 51-40 | 55-34 | 61-48 | 32-25 |       | 44-34 | 57-37 |
| Sport Vela Viareggio | 51-35 | 36-30 | 47-39 | 45-40 | 40-26 | 50-53 |       | 68-52 |
| III Zat Roma         | 50-55 | 41-54 | 44-40 | 63-62 | 45-71 | 43-52 | 59-69 |       |

#### Spareggio 3º-4º posto
| Piombino 1954 | Sport Vela Viareggio | 50 – 48 | Cestistica Civitavecchia |  |

### Girone D

#### Classifica
|  |    | Classifica finale 1954-1955 | Pt | G  | V  | N | P  | PtF | PtS |
|  | -- | --------------------------- | -- | -- | -- | - | -- | --- | --- |
|  | 1. | Lazio Roma                  | 26 | 14 | 13 | 0 | 1  | 923 | 771 |
|  | 2. | CUS Bari                    | 22 | 14 | 11 | 0 | 3  | 888 | 757 |
|  | 3. | Polisp. Marcacci Napoli     | 18 | 14 | 9  | 0 | 5  | 927 | 798 |
|  | 4. | Pallacanestro Napoli        | 16 | 14 | 8  | 0 | 6  | 771 | 786 |
|  | 5. | Chieti Basket               | 13 | 14 | 6  | 1 | 7  | 705 | 720 |
|  | 6. | Partenope Napoli            | 8  | 14 | 4  | 0 | 10 | 851 | 955 |
|  | 7. | Libertas Brindisi           | 7  | 14 | 3  | 1 | 10 | 727 | 824 |
|  | 8. | CUS Napoli                  | 2  | 14 | 1  | 0 | 13 | 665 | 846 |

#### Risultati
| Risultati               | MNa   | BAR   | ROM   | PNa   | BRI   | PARNa | CHI   | CUSNa |
| ----------------------- | ----- | ----- | ----- | ----- | ----- | ----- | ----- | ----- |
| Polisp. Marcacci Napoli |       | 73-52 | 67-70 | 72-54 | 85-54 | 76-70 | 63-45 | 92-56 |
| CUS Bari                | 60-50 |       | 62-81 | 79-63 | 85-67 | 69-54 | 77-45 | 81-48 |
| Lazio Roma              | 66-45 | 48-47 |       | 80-56 | 64-54 | 75-61 | 63-53 | 61-51 |
| Pallacanestro Napoli    | 57-53 | 44-57 | 60-65 |       | 59-43 | 77-67 | 52-50 | 42-40 |
| Libertas Brindisi       | 57-78 | 36-52 | 26-37 | 34-44 |       | 86-52 | 51-51 | 54-39 |
| Partenope Napoli        | 64-81 | 53-64 | 66-81 | 61-53 | 77-70 |       | 70-71 | 55-46 |
| Chieti Basket           | 45-30 | 51-53 | 55-45 | 40-50 | 45-46 | 56-46 |       | 40-23 |
| CUS Napoli              | 48-62 | 44-50 | 68-87 | 45-60 | 56-49 | 50-55 | 51-58 |       |

## Girone finale

### Classifica
|  |    | Classifica finale 1954-1955 | Pt | G | V | N | P | PtF | PtS |
|  | -- | --------------------------- | -- | - | - | - | - | --- | --- |
|  | 1. | Cama Livorno                | 10 | 6 | 5 | 0 | 1 | 399 | 333 |
|  | 2. | Moto Morini Bologna         | 10 | 6 | 5 | 0 | 1 | 360 | 329 |
|  | 3. | Lazio Roma                  | 4  | 6 | 2 | 0 | 4 | 325 | 354 |
|  | 4. | Pallacanestro Gallaratese   | 0  | 6 | 0 | 0 | 6 | 291 | 359 |

#### Risultati
| Risultati                 | CLiv  | BOL   | ROM   | GAL   |
| ------------------------- | ----- | ----- | ----- | ----- |
| Cama Livorno              |       | 54-41 | 71-47 | 70-49 |
| Moto Morini Bologna       | 78-72 |       | 57-52 | 61-48 |
| Lazio Roma                | 67-70 | 50-66 |       | 66-56 |
| Pallacanestro Gallaratese | 51-62 | 53-57 | 34-43 |       |

#### Spareggio per il 1º posto
| Roma 8 maggio 1955 | Cama Livorno | 70 – 54 | Moto Morini Bologna |  |

#### Spareggio per la promozione
| Cantù 15 maggio 1955 | Milenka Cantù | 75 – 72 | Moto Morini Bologna |  |

| Bologna 22 maggio 1955 | Moto Morini Bologna | 66 – 55 | Milenka Cantù |  |

| Venezia 29 maggio 1955 | Moto Morini Bologna | 64 – 55 | Milenka Cantù |  |

La Moto Morini Bologna viene promossa nella nuova Serie A Elette

## Verdetti
- Il Cama Livorno è Campione d'Italia di Serie B

Formazione Cama Livorno: Bombardini, Diddi, Fontana, Haynes, Lancella, Nesti, Nieri, Parducci, Posar, Sartarelli. Coach:Giorgio Pinoschi

## Fonti
per il girone A La Stampa edizione 1954-55
Il Corriere dello Sport edizione 1954-55